# Cofradía de los Caballeros Veinticuatro
La Cofradía de los Caballeros Veinticuatro de la Cárcel (oficialmente Cofradía del Espíritu Santo) fue una congregación religiosa, era una de las más aristocráticas y selectas de la ciudad de Salamanca, España. Una de las misiones era acompañar a los reos [pobres presos] a muerte y entierro. No sin previamente haberlos socorrido: alimento, vestido, auxilio literario.
Inicialmente obtuvo sus recursos de donaciones de cohermanos y limosnas de los habitantes. El hermano mayor se denominaba Mayordomo.
Fundada en 1537, bajo el reinado de Carlos I de España.
La sede canónica es la capilla del claustro del real convento de San Francisco de Asís.